# چاگویان
چاگویان (به لاتین: Chagoyan) یک منطقهٔ مسکونی در روسیه است که در استان آمور واقع شده‌است.